# NGC 282
NGC 282 (ook wel PGC 3090, MCG 5-3-15 of ZWG 501.30) is een elliptisch sterrenstelsel in het sterrenbeeld Vissen. NGC 282 staat op ongeveer 227 miljoen lichtjaar van de Aarde.
NGC 282 werd op 13 oktober 1879 ontdekt door de Franse astronoom Édouard Jean-Marie Stephan.

## HD 5051
Vanaf de aarde gezien staat het stelsel NGC 282 schijnbaar net ten noorden van de ster HD 5051. Op sommige telescopisch verkregen foto's waar NGC 282 op te zien is, kan tevens het schijnsel van HD 5051 opgemerkt worden. Amateurastronomen kunnen HD 5051 aanwenden als gidsster om op zoek te gaan naar het stelsel NGC 282.